# PrivatMoney

Логотип системи

«PrivatMoney» (укр. ПриватМані) — система грошових переказів ПриватБанку, що дозволяє відправити гроші у понад 100 країн світу. Крім України, пункти обслуговування працюють ще в 8 країнах: Азербайджані, Вірменії, Білорусі, Латвії, Молдові, Грузії, Португалії та на Кіпрі. У країнах, де в PrivatMoney своїх пунктів обслуговування не має, укладені договори з місцевими банками на відправлення й отримання переказів. Раніше, до 2014 року, система була представлена у Росії через дочірній банк ЗАТ МКБ "МоскомПриватбанк" (наразі це АТ "Бінбанк кредитні картки") та деякі інші невеликі російські банки.
Перекази по Україні здійснюються в гривнях, доларах США і євро; інші міжнародні перекази — у доларах США і євро.
Переказ грошей стає доступним до виплати відразу ж після присвоєння йому контрольного номера.